# オリビア・ジョーンズ
オリビア・ジョーンズ（英語: Olivia Jones、1993年10月3日 - ）は、カナダ出身の女性フィギュアスケート選手（ペア）。2007年ISUジュニアグランプリ レークプラシッド優勝。パートナーはドナルド・ジャクソン。

## 経歴
2005年からドナルド・ジャクソンとのカップルでカナダの国内競技会に出場。ノービスクラスでいきなり全国選手権に進出した。翌2006-07シーズンにはジュニアクラスでカナダ選手権6位となり、2007年のISUジュニアグランプリに派遣された。
国際大会デビューとなった2007年レークプラシッド大会でいきなり優勝を飾ったが同シーズンのISUジュニアグランプリ ブラオエン・シュベルター杯では7位にとどまりISUジュニアグランプリファイナル進出はならなかった。このシーズンのカナダ選手権を最後にカップルを解散した。

## 主な戦績
| 大会/年              | 2005-06 | 2006-07 | 2007-08 |
| -------------------- | ------- | ------- | ------- |
| カナダ選手権         | 4 N     | 6 J     | 4 J     |
| JGP B.シュベルター杯 |         |         | 7       |
| JGPレークプラシッド  |         |         | 1       |

## 詳細
| 2007-2008 シーズン     |                                                                |         |         |          |
| 開催日                 | 大会名                                                         | SP      | FS      | 結果     |
| 2007年10月10日 - 14日  | ISUジュニアグランプリ ブラオエン・シュベルター杯（ケムニッツ） | 7 43.23 | 7 68.05 | 7 111.28 |
| 2007年8月30日 - 9月2日 | ISUジュニアグランプリ レークプラシッド（レークプラシッド）     | 1 44.57 | 2 77.7  | 1 122.27 |